# 私立民国大学
私立民国大学是中华民国时期先后在北京（后改称北平）、湖南办学的一座私立大学。

## 沿革
1916年，国会议员吴景濂等倡办大学，由马君武、蔡公时、吴非等具体筹办，在北京创建民国大学，组织了董事会，制定校章和学则，租宣武门外储库营四川会馆为校舍，马君武任校长。1917年3月，该校正式招生上课，初设文科、法科、商科及专门部各科，并设夜校。1920年，蔡元培出任校长，鉴于财政紧张，故将全校合并为法律系四个班、中文系一个班，只招收经济系学生，并拟专办经济学一科。1922年，该校立案。1923年，该校租得西城太平湖醇亲王府南府为新校址，同年蔡元培辞职，由江天铎继任校长，恢复原有的文科、法科、商科各系，并招收本科新生，继续举办专门部各科，另外增设体育、教育等专修科。
1930年，根据南京国民政府公布的《大学组织法》，民国大学更名为私立北平民国学院。此后数年，该校进行系科结构调整，停办了预科、专门部、教育专修科、英国文学系，专办中文系、教育系、政治系、经济系、法律系共五个系以及一个体育专修科。1937年芦沟桥事变后，该校于同年先后迁至开封，后迁至长沙、益阳。1938年迁至溆浦大潭。1940年在湖南宁乡陶家湾自购校舍，于1941年至1944年在此办学。1944年日军占领宁乡前夕，该校迁往安化等地。1945年抗日战争胜利后，该校迁回宁乡。抗日战争胜利后，该校校董会在重庆开会，准备将该校迁回北平。1946年，奉国民政府教育部令，私立北平民国学院改称私立民国大学，继续留在湖南宁乡办学，开设文理学院、法学院、农学院，设中文系、外文系、数理系、政治系、经济系、法律系、农学系、园艺系、农业系、经济系等系。1949年湖南和平解放后，中共湖南省委和湖南省人民政府为集中力量在湖南省办好一所大学，经报中原人民政府批准，于1949年将湖南省立克强学院、湖南省立音乐专科学校、國立師範學院、私立民国大学并入湖南大学。

## 历任校长
- 马君武（1916年－？）
- 蔡元培（1920年?－1923年?）[2]
- 江天铎（1923年?－1930年?）[2]
- 雷殷 (1924年?-1926年?）
- 鲁荡平（1931年3月－1949年）[9]（刘彦曾代理）